# PokerStars
PokerStars（中文又譯撲克之星，簡稱PS），是一個線上撲克平台，由星集團擁有，支援Windows, macOS, Android和iOS。
PokerStars.com的線上衛星賽讓2003年WSOP冠軍Chris Moneymaker成名，因為他是首位通過線上平台晉身主賽圈的世界冠軍。 Moneymaker的成名讓線上撲克一度成為大熱，直到美國政府於2009年禁止線上撲克。媒體稱之為Moneymaker效應。
PS目前是全球最大的線上撲克平台， 佔去全球線上撲克市場的2/3。

## 外部連結
- 官方网站